# San Francisco Deltas FC
El San Francisco Deltas fue un equipo profesional de fútbol con sede en San Francisco, California, Estados Unidos. Están programados para unirse a la Liga Norteamericana de Fútbol (NASL), División II en la pirámide de fútbol estadounidense a partir de la temporada 2017. Juega como local en el Estadio Kezar y está dirigido por el empresario colombiano Brian Andrés Helmick.
Los Deltas están respaldados financieramente por un grupo de inversionistas de empresas de tecnología y empresas de capital de riesgo de Silicon Valley, así como inversionistas de Brasil. El grupo incluye a Jonathan Peachey, ex CEO de Virgin en Norteamérica; Danny Khatib, Cofundador, Presidente y Director de Operaciones de Livingly Media; Y Josh McFarland, director senior de producto en Twitter. Del nombre del equipo, Helmick escribió "DELTA significa CAMBIO En la ciudad del cambio y la innovación, nuestra meta es asumir riesgos y hacer crecer el deporte del mundo para los aficionados en todo el área de la Bahía". Durante una sesión de Reddit Ask Me Anything (AMA) en febrero de 2017.
El equipo jugará en la Liga Norteamericana de Fútbol. Los esfuerzos del debut y del marketing del equipo han sido criticados en la prensa, con cincuenta y cinco. Uno que declara que el equipo tiene "el peor nombre e insignia en deportes profesionales americanos." El Web site de Deltas indica que un triángulo se utiliza Como el logotipo porque es un símbolo para el cambio.
Antes del debut del equipo, recibió elogios grandes para su contingente canadiense grande, incluyendo el entrenador Marc Dos Santos y el capitán Nana Attakora. El equipo fue apodado "Equipo no oficial de Canadá".
Luego de terminar con el título de liga en 2017, el club desaparece luego de tener problemas de solvencia económica y por las dudas que habían si se jugaba la temporada 2018 de la NASL, temporada que finalmente fue cancelada por no contar con al menos 12 equipos inscritos.